# Larisa Toertsjinskaja
Larisa Toertsjinskaja (Russisch: Лариса Турчинская), geboren als Larissa Nikitina (Russisch: Лариса Никитина) (Kostroma, 29 april 1965) is een voormalige Russische meerkampster. Ze had tussen 1989 en 2007 het Europees record in handen. In totaal eindigde ze 26 maal bij een zevenkamp boven de 6000 punten.

## Biografie
In 1983 kwam ze voor het eerst boven de 6000 punten op de Russisch kampioenschappen waar ze genoegen moest nemen met een achtste plaats. Op de wereldkampioenschappen atletiek 1987 in Rome won ze met 6414 punten een zilveren medaille achter Jackie Joyner-Kersee. In 1988 kwalificeerde ze zich met een vijfde plaatst niet voor de Olympische Spelen van Seoel. Op 10 en 11 juni 1989 won ze in Brjansk de Russische kampioenschappen met een verbetering van het Europees record tot 7007 punten. Dit record bleef staan totdat Carolina Klüft op de wereldkampioenschappen atletiek 2007 in Osaka 7032 punten behaalde. Im juli 1989 won Toertsjinskaja met 6875 punten de Europacup van de meerkamp en een maand later won ze met 6847 punten de Universiade in Duisburg.
Op 23 juli 1990 won bij de Goodwill Games in Seattle een zilveren medaille achter Jackie Joyner-Kersee. Naderhand werd ze echter gediskwalificeerd en voor 2 jaar geschorst wegens het gebruik van verboden middelen. Haar dopingtest was positief op het gebruik van Amfetamine.
Na haar schorsing werd ze tweede bij de Russische kampioenschappen. Hiermee kwalificeerde ze zich voor de wereldkampioenschappen atletiek 1993 in Stuttgart. Daar moest ze na zes disciplines opgeven. In 1994 behaalde ze haar beste prestatie door als Russisch kampioene een gouden medaille te winnen op de Europese indoorkampioenschappen in Parijs. Met 4801 punten eindigde ze voor de Hongaarse Rita Ináncsi (zilver; 4775) en Poolse Urszula Wlodarczyk (brons; 4658). Later dat jaar won ze een zilveren medaille op de Goodwill Games.
Ook op de Goodwill Games van 1990 won ze een zilveren medaille,
Toertsjinskaja werd na haar actieve carrière coach van jonge Australische atleten. Haar dochter Sarah werd in 2005 geboren.

## Titels
- Europees kampioene vijfkamp (indoor) - 1994
- Russisch kampioene zevenkamp - 1987, 1989
- Russisch kampioene vijfkamp (indoor) - 1994

## Persoonlijke records
Outdoor
| Onderdeel    | Prestatie | Datum            | Plaats    |
| ------------ | --------- | ---------------- | --------- |
| 200 m        | 23,97 s   | 16 augustus 1993 | Stuttgart |
| 100 m horden | 13,40 s   | 16 augustus 1993 | Stuttgart |
| hoogspringen | 1,89 m    | 16 augustus 1993 | Stuttgart |
| verspringen  | 6,73 m    | 17 augustus 1993 | Stuttgart |
| kogelstoten  | 16,45 m   | 16 augustus 1993 | Stuttgart |
| zevenkamp    | 7007 p    | 11 juni 1989     | Brjansk   |

Indoor
| Onderdeel | Prestatie | Datum         | Plaats |
| --------- | --------- | ------------- | ------ |
| vijfkamp  | 4801 p    | 11 maart 1994 | Parijs |

## Palmares

### Vijfkamp
- 1994:  EK indoor - 4801 p

### Zevenkamp
- 1987:  WK - 6564 p
- 1989:  Europacup - 6875 p
- 1989:  Universiade - 6847 p
- 1990:  Goodwill Games - 6236 p
- 1993:  Europacup - 6256 p
- 1994:  Goodwill Games - 6492 p
- 1994: 4e EK - 6311 p